# Гіллс-енд-Дейлс (Кентуккі)
Гіллс-енд-Дейлс (англ. Hills and Dales) — місто (англ. city) в США, в окрузі Джефферсон штату Кентуккі. Населення — 146 осіб (2020).

## Географія
Гіллс-енд-Дейлс розташований за координатами 38°18′1″ пн. ш. 85°37′26″ зх. д. / 38.30028° пн. ш. 85.62389° зх. д. (38.300236, -85.623978).  За даними Бюро перепису населення США в 2010 році місто мало площу 0,26 км², з яких 0,26 км² — суходіл та 0,00 км² — водойми.

## Демографія
Згідно з переписом 2010 року, у місті мешкали 142 особи в 59 домогосподарствах у складі 47 родин. Густота населення становила 549 осіб/км².  Було 61 помешкання (236/км²).
Расовий склад населення:
| - 97,2 % — білих - 2,1 % — чорних або афроамериканців - 0,7 % — корінних американців |

До двох чи більше рас належало 0,0 %. Частка іспаномовних становила 0,0 % від усіх жителів.
За віковим діапазоном населення розподілялося таким чином: 16,9 % — особи молодші 18 років, 65,5 % — особи у віці 18—64 років, 17,6 % — особи у віці 65 років та старші. Медіана віку мешканця становила 53,7 року. На 100 осіб жіночої статі у місті припадало 105,8 чоловіків;  на 100 жінок у віці від 18 років та старших — 103,4 чоловіків також старших 18 років.
Середній дохід на одне домашнє господарство  становив 134 094 долари США (медіана — 118 750), а середній дохід на одну сім'ю — 149 763 долари (медіана — 151 250). За межею бідності перебувало 0,6 % осіб, у тому числі 0,0 % дітей у віці до 18 років та 2,2 % осіб у віці 65 років та старших.
Цивільне працевлаштоване населення становило 95 осіб. Основні галузі зайнятості: науковці, спеціалісти, менеджери — 25,3 %, фінанси, страхування та нерухомість — 20,0 %, освіта, охорона здоров'я та соціальна допомога — 15,8 %, роздрібна торгівля — 13,7 %.